# Universitäts Protonen Therapie Dresden
Das Universitäts Protonen Therapie Dresden (UPTD) (auch „Universitäts ProtonenTherapie Dresden“) ist eine Zyklotron-Anlage zur Partikeltherapie von Krebspatienten mit Protonen. Sie ist eine von fünf Einrichtungen zur Protonentherapie in Deutschland.
Planung und Aufbau des UPTD wurde von drei Trägern durchgeführt, dem Universitätsklinikum Carl Gustav Carus Dresden, der Medizinischen Fakultät der Technischen Universität Dresden und dem Helmholtz-Zentrum Dresden-Rossendorf (HZDR). Die Anlage befindet sich im OncoRay-Forschungsgebäude auf dem Gelände des Uniklinikums. Am UPTD arbeiten über 30 Ärzte, Physiker, Wissenschaftler und Medizinische Fachangestellte sowie Technische Assistenten. Leiterin ist Mechthild Krause.
Das UPTD hat am 22. September 2014 den Betrieb zur Behandlung von Patienten aufgenommen. Die Mehrzahl der Behandlungen sollen die Wirkung der Protonentherapie bei verschiedenen Tumoren erforschen, die medizinischen Studien dazu erfolgen durch die Klinik für Strahlentherapie und durch das „Institut für Radioonkologie – OncoRay“. 
Derzeit kann in einem Behandlungsraum bestrahlt werden, es wurden im Jahr 2017 etwa 200 Patienten bestrahlt, die maximale Kapazität der Anlage ist auf 400 bis 500 Patienten pro Jahr ausgelegt. 
Neben dem seit 2014 praktizierten „Double Scattering“, bei dem die Protonenstrahlen auf bis zu 24 cm aufgeweitet und ausgerichtet werden, wurde nachfolgend auch das „Pencil-Beam-Scanning“ (PBS) eingesetzt. Mit dieser Technik, bei der ein bleistiftdicker Protonenstrahl das Gewebe abrastert, sollen vor allem Tumoren im Bereich von Kopf und Hals bestrahlt werden. Der Behandlungsraum verfügt über ein bewegliches Endstück der Strahlungsquelle (Gantry). 